# Xã Sylvia, Quận Reno, Kansas
Xã Sylvia (tiếng Anh: Sylvia Township) là một xã thuộc quận Reno, tiểu bang Kansas, Hoa Kỳ. Năm 2010, dân số của xã này là 311 người.